# Euphorbia ramosa
Euphorbia ramosa är en törelväxtart som beskrevs av Henry Eliason Seaton. Euphorbia ramosa ingår i släktet törlar, och familjen törelväxter. Inga underarter finns listade i Catalogue of Life.